# Conflit d'Antioche

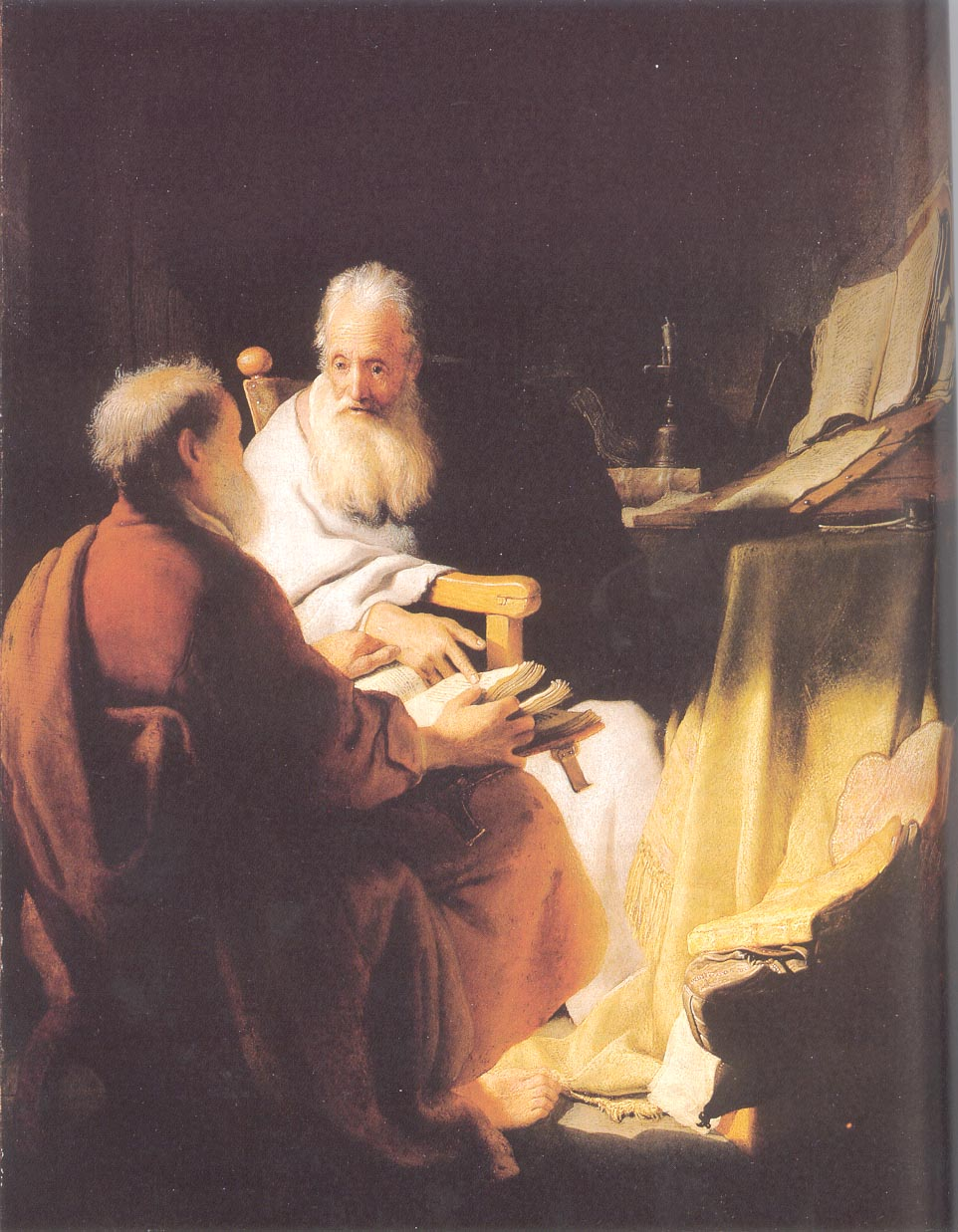
Rembrandt, Deux hommes se disputant, 1628. Ce tableau est spposé dépeindre Pierre et Paul.

Le conflit d'Antioche est un différend entre les apôtres Pierre et Paul qui a eu lieu dans la ville d'Antioche vers le milieu du Ier siècle. La principale source scripturaire est l'Épître de Paul aux Galates. Depuis Ferdinand Christian Baur, les chercheurs ont trouvé des preuves de conflit entre les dirigeants du christianisme ancien. Par exemple, James D. G. Dunn estime que Pierre était un « pont » entre les points de vue opposés de Paul et Jacques le Juste. La conclusion de l'incident demeure incertaine, résultant en plusieurs points de vue chrétiens sur l'Alliance.

## Les pagano-chrétiens et la Torah

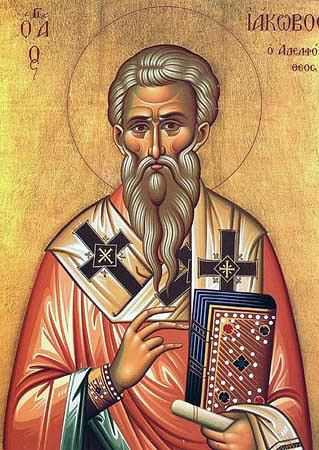
Icône de Jacques le Juste, dont le jugement a été adopté dans le décret apostolique selon, année 49.

Alors que les païens ont commencé à se convertir du paganisme au christianisme, un différend est survenu entre les dirigeants chrétiens pour déterminer si les gentils devaient ou non observer tous les préceptes de la loi de Moïse. Il fallait en particulier décider si les gentils convertis devaient être circoncis ou observer les lois alimentaires du judaïsme, la circoncision en particulier étant condamnée par la culture hellénistique.
De manière probablement indépendante de Paul, mais dans le même laps de temps, le sujet des « gentils et la Torah » fut également débattu parmi les rabbins tel qu'inscrit au Talmud. Cela a abouti à la doctrine des sept lois de Noé, suivie par les païens, ainsi que la détermination que « les gentils ne peuvent être instruits sur la Torah ». Le rabbin du XVIIIe siècle, Jacob Emden, était d'avis que l'objectif initial de Jésus, et surtout de Paul, était seulement de convertir les païens aux sept lois de Noé, tout en permettant aux Juifs de suivre la loi mosaïque complète.
James D. G. Dunn voit Pierre comme un « pont » entre les points de vue opposés de Paul et de Jacques le Juste : 

« Parce que Pierre était probablement en fait et pour effet le pont (pontifex maximus !) qui a fait plus qu'aucun autre à tenir ensemble la diversité du christianisme au Ier siècle. Jacques, frère de Jésus, et Paul, les deux autres personnalités parmi les plus éminentes dans le christianisme du Ier siècle, étaient trop identifiés avec leurs « marques » respectives de christianisme, du moins aux yeux des chrétiens aux extrémités opposées de ce spectre particulier. Mais Pierre, comme le montre en particulier l'épisode d'Antioche en Gal 2, avait à la fois un soin de tenir fermement à son héritage juif, dont Paul manquait, et une ouverture aux exigences du développement du christianisme, ce qui manquait à Jacques » [Italiques de l'auteur]. »

## Le concile de Jérusalem
Le conflit d'Antioche ne vient pas à proprement parler de divergences avec ce que l'on peut appeler la christologie de Paul, qui semble se développer ultérieurement, mais d'un phénomène nouveau, qui est l'apparition d'adeptes du mouvement de Jésus venant directement du polythéisme.
Pour Simon Claude Mimouni, « le conflit d'Antioche et le concile de Jérusalem, que l'on date des années 48-50, peuvent être considérés comme les deux premiers épisodes connus de la longue saga de l'opposition, qui s'est développée à l'intérieur même du mouvement des disciples de Jésus, entre deux tendances : l'une maximalisant la portée de l'observance de la Torah, avec Jacques et Pierre comme figures principales, et l'autre la valeur de la croyance au Messie, avec Paul essentiellement — les autres péripéties ont été conservées dans les lettres de Paul en Ph 3 et en 2Co 10-13.

## Le conflit d'Antioche
Dans les Actes des Apôtres, à la suite de cette réunion, une lettre écrite par les « colonnes » — c'est-à-dire Jacques, Pierre et Jean — et les anciens et de la communauté de Jérusalem est envoyée aux communautés d'Antioche, de Syrie et de Cilicie et probablement portée par ceux qu'une épitre de Paul appelle les « envoyés (apostoloi, apôtres) de Jacques ». Il y est demandé aux destinataires d'observer le compromis défini par Jacques. Cette lettre contient probablement les quatre clauses que la tradition chrétienne appelle « décret apostolique », et dont voici l'une des versions :

« L'Esprit Saint et nous-mêmes avons décidé de ne pas vous imposer d'autres charges que celles-ci, qui sont indispensables : vous abstenir des viandes immolées aux idoles, du sang, des chairs étouffées et des unions illégitimes. Vous ferez bien de vous en garder. Adieu. »

Selon Simon Claude Mimouni, ce décret « pose de nombreux problèmes d'ordre littéraire et historique ». Il semble, au vu de la narration de l'incident d'Antioche contenue dans une lettre de Paul, que « l'observance de ces quatre clauses a pour objectif de résoudre la question de la communauté de table entre les chrétiens d'origine juive et les chrétiens d'origine païenne », même s'il n'en est fait aucune mention dans le décret tel que nous le connaissons.
Les envoyés de Jacques sont Silas et Judas Barsabbas, un personnage important puisqu'il est probablement le frère de Joseph Barsabbas, du même rang que ceux du « groupe des douze » ; le tirage au sort lui a simplement préféré Matthias lorsqu'il a fallu remplacer le « traître » Judas. La tradition chrétienne a retenu le surnom de Joseph, Barnabé, formé à partir d'un jeu de mots sur son nom : bar sabbas donnant bar nabbas (Barnabé), ce qui veut dire « fils d'encouragement ».
La venue de ces « envoyés de Jacques » à Antioche, avec probablement des directives orales, provoque un bouleversement dans les habitudes des communautés chrétiennes de la ville. En effet, les judéo-chrétiens et les « pagano-chrétiens » avaient pris l'habitude de prendre les repas symbolisant l'eucharistie en commun. Ce à quoi met fin la venue de Barnabé et Silas, munis des directives de Jacques. Cela ne se passe pas sans émoi, et Paul prend même violemment à partie l'apôtre Pierre, allant jusqu'à le traiter d'hypocrite.

« … lorsque Céphas vint à Antioche, je lui résistai en face, parce qu'il était répréhensible. En effet, avant l'arrivée de quelques personnes envoyées par Jacques, il mangeait avec les païens ; et, quand elles furent venues, il s'esquiva et se tint à l'écart, par crainte des circoncis.

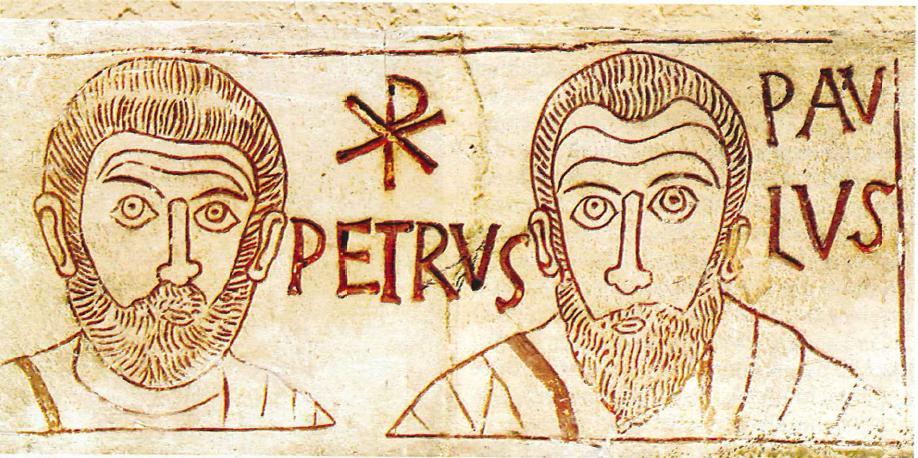
Pierre et Paul, représentés dans une gravure chrétienne du IVe siècle, avec leurs noms en latin et le chrisme.

Avec lui les autres Juifs usèrent aussi de dissimulation, en sorte que Barnabas même fut entraîné par leur hypocrisie.
Voyant qu'ils ne marchaient pas droit selon la vérité de l'Évangile, je dis à Céphas, en présence de tous: Si toi qui es Juif, tu vis à la manière des païens et non à la manière des Juifs, pourquoi forces-tu les païens à judaïser ?
Nous, nous sommes Juifs de naissance, et non pécheurs d'entre les païens. »

« Les événements d'Antioche et de Jérusalem représentent les premières traces connues d'un débat sur l'interprétation de la Torah en fonction de la reconnaissance du Messie — débat qui ne va cesser de se développer, de manière parfois très vive, durant plus d'une décennie entre Paul et ses opposants. »
Les Actes des Apôtres rapportent une dispute entre Paul et Barnabas peu après le concile de Jérusalem, mais donne la raison comme l'aptitude de Jean Marc pour rejoindre la mission de Paul (Ac 15. 36-40). Les Actes décrivent aussi le moment où Pierre est allé à la maison d'un païen. Ac 11. 1-3 dit :

« Les apôtres et les frères qui étaient dans la Judée apprirent que les païens avaient aussi reçu la parole de Dieu. Et lorsque Pierre fut monté à Jérusalem, les fidèles circoncis lui adressèrent des reproches, en disant : Tu es entré chez des incirconcis, et tu as mangé avec eux. »

Ceci est décrit comme étant survenu avant la mort du roi Hérode (Agrippa) en 44, et donc des années avant le concile de Jérusalem (c daté en 49). Les Actes sont entièrement silencieux sur toute confrontation entre Pierre et Paul, celle-ci ou dans n'importe quel autre moment.

## Conséquences
Le résultat final de l'incident demeure incertain ; en effet la question de la loi biblique dans le christianisme reste controversée à ce jour. La Catholic Encyclopedia stipule que : « Le récit de saint Paul de l'incident ne laisse aucun doute que saint Pierre vit la justice de la réprimande ». En revanche, le From Jesus to Christianity de L. Michael White affirme : « L'explosion de rage avec Pierre a été un échec total de bravade politique, et Paul quitta bientôt Antioche en tant que persona non grata, pour ne plus jamais revenir. » Le conflit d'Antioche et la réunion de Jérusalem ont eu une incidence considérable sur les rapports entre les deux tendances principales — les jacobiens et pétriniens d'une part, et les pauliniens d'autre part —, qui donneront par la suite naissance au judéo-christianisme et au « pagano-christianisme ». 
Par ailleurs, l'attitude tranchante et véhémente de Paul dans certaines de ses lettres à la suite de ces divers événements et de bien d'autres qui se sont produits en Asie et en Grèce a peut-être fourni à ceux qui sont demeurés insatisfaits de l'accord de 48-49 ou de 49-50, une raison de considérer ce dernier comme rompu par lui, précipitant Paul, lors de sa visite à Jérusalem en 58, dans un cycle de procès et d'emprisonnements qui vont le conduire de Jérusalem à Rome — du moins si l'on en croit Ac 21. 27-31.
Selon la tradition de l'Église, Pierre et Paul enseignèrent ensemble à Rome et fondèrent le christianisme dans cette ville. Eusèbe cite Denys, évêque de Corinthe, en disant : « Ils ont enseigné ensemble de la même manière en Italie, et ont subi le martyre en même temps. » Bien que la croyance en Jésus à Rome eût précédé Paul et selon Marie-Françoise Baslez ; il n'existe aucune source qui établisse un lien entre la répression de 64, faisant suite à l'incendie de Rome, et la condamnation de Paul, ainsi, la lettre de Clément de Rome (5,7 et 6,1) « distingue clairement le martyre de l'apôtre et la persécution de 64 », cela peut indiquer leur réconciliation. Dans 2Pi 3. 15-16, les épîtres du « bien-aimé frère Paul »  sont désignées comme « Écriture », ce qui indique le respect que l'auteur a eu pour Paul.